# 西川壮一
西川 壮一（にしかわ そういち、1996年5月22日 - ）は、日本のラグビー指導者。現在東海大浦安高校ラグビー部監督を務めている

## プロフィール
- 兵庫県出身[1]。
- 現役時代のポジションはロック(LO)、フランカー(FL)。

## 略歴
2015年、東海大仰星高校卒業後、東海大学に入学。なお東海大仰星高校時代、主将を務めて、高校日本代表候補に選ばれたことがある。
2018年、東海大学体育会ラグビーフットボール部のFWリーダーに就任。
2019年、東海大学卒業後、東海大浦安高校ラグビー部監督に就任。